# シャシュマカーム
シャシュマカーム (ラテン文字: Shashmaqam、ウズベク語: Shashmaqom、タジク語: шашмақом) はウズベキスタンのブハラやタジキスタンを始めとする中央アジアでよく見られる音楽の形式である。シャシュマカームはペルシア語で6つのマカーム（旋法）を意味する。
シャシュマカームは悲劇的な恋に関するスーフィーの詩を題材とした歌詞に音楽をつけて洗練させたものである。シャシュマカームの楽器は詩を読み上げる声を邪魔しない程度に抑える事が多い。多くのコンサートで披露されるシャシュマカームの場合、楽器は柄の長いリュート、ダーイラと呼ばれるタンバリンに似た楽器、サト、タンブールなどで構成されることが多い。

## 歴史
シャシュマコムはイスラム以前の時代に宮廷音楽として登場し、現在の姿になったのは、 9 世紀から 10 世紀にかけて多くの音楽学校を組織したブハラのタジク系とユダヤ系の住民がその担い手とされる。
20世紀前半のウズベキスタンにおいて、ジャディード運動の一員であったアブドゥル・ラウフ・フィトラトは伝統宮廷音楽の中でも特にシャシュマカームに興味を持った。1927年、彼は「Ozbek klasik Muzikasi va uning Tarikhi」 (ウズベキスタンの古典音楽とその歴史) と呼ばれる書物を出版し、この本の中で彼はシャシュマカームをウズベク人の大いなる音楽の伝統と表現した。ヨシフ・スターリンのソビエト政権時代であった1930年代、ウズベキスタンのシャシュマカームを演奏することは封建的な支配階級への共感を表し、西欧スタイルの旋律を取り入れた文化的な発展を促進する音楽の一種として見られるようになった。ついには1951年、ウズベキスタン作曲家連合の会長の命とウズベキスタン委員会の承認を経て、シャシュマカームは作曲や演奏を厳しく制限されることとなった。
1950年代なかば、シャシュマカームにイデオロギー的な復興が見られ始めた。1920年代にはウズベキスタンの自治州となっていたタジキスタンはついには共和国となり、タジク人の指導者はシャシュマカームを偉大なる文化の伝統の一部として形成するという決定を下した。ここに、シャシュマカームは二つの様式へと分離した。タジク人のシャシュマカームはドゥシャンベで出版され、ウズベク人のシャシュマカームはタシュケントで出版されることとなった。タジキスタンの書籍はウズベキスタンのシャシュマカームに言及することはなく、その逆もまた然りであった。
1980年代、この人工的な音楽の分離という現象に変化が起き始めた。ウズベキスタンではウズベク・タジク形式のシャシュマカームを学ぶようになり、タジキスタンではタジク・ウズベク形式のシャシュマカームを学ぶようになった。この形式は現在でも残っているが、ウズベキスタンのナショナリズムに関するうねりがこの状態に変化をもたらした。ウズベク語とタジク語両方を使用する住民が多いブハラのラジオに出演した歌手はシャシュマカームの演奏を放送する際にウズベク語の歌詞のみを用いて歌っていた。
この音楽スタイルは中央アジアのブハラ・ユダヤ人により西洋世界、特にアメリカ合衆国へともたらされた。彼らの多くはシャシュマカームの優れた演奏者であり西洋世界に彼らの才能を持ち込んだ。